# Всупереч собі (Дискавері)

## Про епізод
Всупереч собі — десятий епізод американського телевізійного серіалу «Зоряний шлях: Дискавері», який відбувається приблизно за десять років до подій оригінального серіалу «Зоряний шлях» та показує війну між Федерацією й клінгонами. Епізод був написаний Джонатаном Фрейксом а режисував Шон Кохрен. Перший показ відбувся 7 січня 2018 року.

## Зміст
«Дискавері» після стрибка опинився серед уламків клінгонських кораблів. Датчики не можуть ідентифікувати їх місцезнаходження. До них на досвітловій швидкості наближається вулканський корабель і обстрілює їх. Вулканця пострілом відганяє корабель землян «Купер». Екіпаж дізнається, що потрапив в інший всесвіт (Дзеркальний всесвіт) — квантовий підпис не є ідентичним їхньому Всесвіту.
Екіпаж розмірковує про паралельні всесвіти і імовірності повернення додому. Стан Стамеца стабільно критичний; він навіть не реагує на дратуючі розмови Тіллі. Тайлер на човнику із маніпуляторами витягує з уламка клінгонського корабля базу даних, з якої Бернем отримує інформацію, включаючи дані про Земну імперію. На клінгонському кораблі виявлено тіла вулканців і андорійців. Л'Релл намагається активізувати закладену в підсвідомість Тайлера «програму», проте це не спрацьовує — Еш знову зачиняє її в камері.
Екіпаж «Дискавері» тренується на симуляції «чорної тривоги». Еш розповідає Майкл про спалахи в його пам'яті і рецидиви хвороби катованого.
Тіллі відкриває банк даних клінгонського судна із дивними даними — альянс вулканців, андорійців та клінгонів проти землян. У цьому світі земляни — імперський нарід. Проти них пвстали практично всі інші розумні форми життя. Капітаном «Дискавері» є Тіллі, їй доводиться грати роль свого жорстокого двійника. Бернем дізнається — її двійник є капітаном «Шеньчжоу» (вважається зниклою без вісті після спроби бунту капітана Лорки цього світу). При спілкуванні з імперцями Тіллі доводиться пройти надзвичайно важке випробування — говорити мало і до ладу. В повстанських даних екіпаж знажодить такі дані: «Непокірний» (Дефайєнт) також прибув із їхнього всесвіту. Капітан — ворог Імперії а Майкл — зникла капітанка. Лікар повідомляє Ешу — до нього застосували імпринтинг.
Бернем і капітан вирішує пробратися на борт «Шеньчжоу», щоб дістати дані про «Дефайєнт», який потрапив в цей світ з їх всесвіту (і майбутнього). Інформація повинна допомогти «Дискавері» знайти спосіб повернутися в свій всесвіт без спорового двигуна — Стамец все ще не в собі. Перед відправкою на «Шеньчжоу» доктор Калбер оглядає Тайлера і дізнається, що з ним щось не так.
Лорка розбиває собі носа і з'являється у супроводі ніби зниклої капітанки Бернем. Балакуча Тіллі гострими слівцями переконує імперців що це саме капітанка Бернем і їй треба віддати корабель. Лікар повідомляє Тайлеру — клінгони роздробили його кістки і формували його в підсвідомого клінгона. Тайлер скручує шию Калберу; Стамец підсвідомо бачить Еша як ворога.
На «Шеньчжоу» Бернем відводить Лорку в катівню, його поміщають в капсулу агонії. Старпом Бернем намагається її вбити, проте в сутичці гине сам. Екіпаж «вітає» повернення капітана.
У каюті двійника Бернем проводить ніч з Тайлером. Лорку катують разом з іншими ув'язненими.

## Сприйняття та відгуки
Станом на лютий 2021 року на сайті «IMDb» серія отримала 7.7 бала підтримки з можливих 10 при 4139 голосах користувачів. На «Rotten Tomatoes» 92 % схвалення при відгуках 24 експертів. Резюме виглядає так: «„Не дивлячись на себе“ запускає Discovery назад у окопи напружених моральних труднощів під влучним керівництвом Джонатана Фрейкса».
Оглядач «IGN» Скотт Коллура зазначав: «епізод стає дуже робочим, оскільки він розбиває тонкощі екіпажу, намагаючись замаскуватися під злісні версії себе, обманюючи екіпажі інших кораблів, щоб придбати їхній акт тощо. до кінця епізоду складається враження, ніби наші герої — крім бідного Х'ю — практично в тому самому місці, де були на початку».
В огляді «Den of Geek» зазначено: «Якщо Дискавері рухається туди, куди, здається, прямує: у дзеркальний всесвіт, де Лорка розкривається як поганий хлопець, а Бернем повинна підсилитись, щоб повернути екіпаж додому, то я повністю на борту цього шоу».

## Знімались
- Сонеква Мартін-Грін — Майкл Бернем
- Даг Джонс — Сару
- Шазад Латіф — Еш Тайлер
- Ентоні Репп — Пол Стамец
- Мері Вайзман — Сільвія Тіллі
- Джейсон Айзекс — капітан Габріель Лорка
- Джейн Брук — адміралка Корнуелл
- Мері К'єффо — Л'Релл
- Вілсон Круз — Гаг Калбер
- Кеннет Мітчелл — Кол
- Конрад Коутс — Террал
- Емілі Коутс — Кейла Детмер
- Патрік Квок-Чун — Ріс
- Сара Мітіч — Ейріам
- Ойін Оладейо — Джоан Овосекун
- Дейв Томлінсон — клінгонський офіцер